# Rhombomys opimus
Genre
Espèce
Statut de conservation UICN

 LC  : Préoccupation mineure

La Grande gerbille (Rhombomys opimus) est la seule espèce du genre Rhombomys. Ce rongeur de la famille des Muridés est une gerbille localisée en Asie centrale : Iran, Afghanistan, Kazakhstan, ouest du Pakistan et sud de la Mongolie. C'est la plus grande des gerbilles, avec un corps qui mesure de 15 à 20 cm plus une queue qui peut mesurer 13 cm de long.